# Lancia Ardea
El Lancia Ardea és un automòbil de turisme fabricat per la marca italiana Lancia entre els anys 1939 i 1953.

## Característiques
El Ardea és una versió petita i econòmica del més opulent Lancia Aprilia, convertint-se en el model més longeu de Lancia. Comptava amb una caixa de canvis de 4 velocitats fins a la tercera sèrie (1948) quan es va introduir la versió de 5, sent el primer automòbil de producció en sèrie amb 5 marxes. Tenia a més amb una suspensió anterior independent, sistema elèctric de 12 volts i d'un xoc de Houdaille. L'Ardea es va presentar amb un motor de 4 cilindres en V estreta de 903 cc, capaç d'erogar 28 hp a 4600 rpm. Gràcies al seu lleuger pes (750 kg) i el seu baix consum (7 litres cada 100 km a 75 km/h) el Ardea va ser àmpliament utilitzat en el transport públic com Taxi, per a això Lancia va proporcionar un xassís lleugerament més llarg (tipus 450) que millorava l'habitabilitat interior pel que fa a la seden comuna (tipus 250). Fins al final de la seva comercialització es van arribar a fabricar 31.961 exemplars del Ardea.

## Sèries
- 1a sèrie, produïda entre 1939 i 1941, 2.992 unitats venudes.
- 2a sèrie, produïda entre 1941 i 1948, 4.438 unitats venudes. Introducció de sistema elèctric de 12 volts.
- 3a sèrie, produïda entre 1948 i 1949, 3.600 unitats venudes. Transmissió de 5 velocitats introduïda.
- 4a sèrie, produïda entre 1949 i 1953, 11.700 unitats venudes. Cap de cilindres del motor noves, ús d'alumini, elevat radi de compressió en el motor, potència elevada fins als 30 hp.

## Galeria

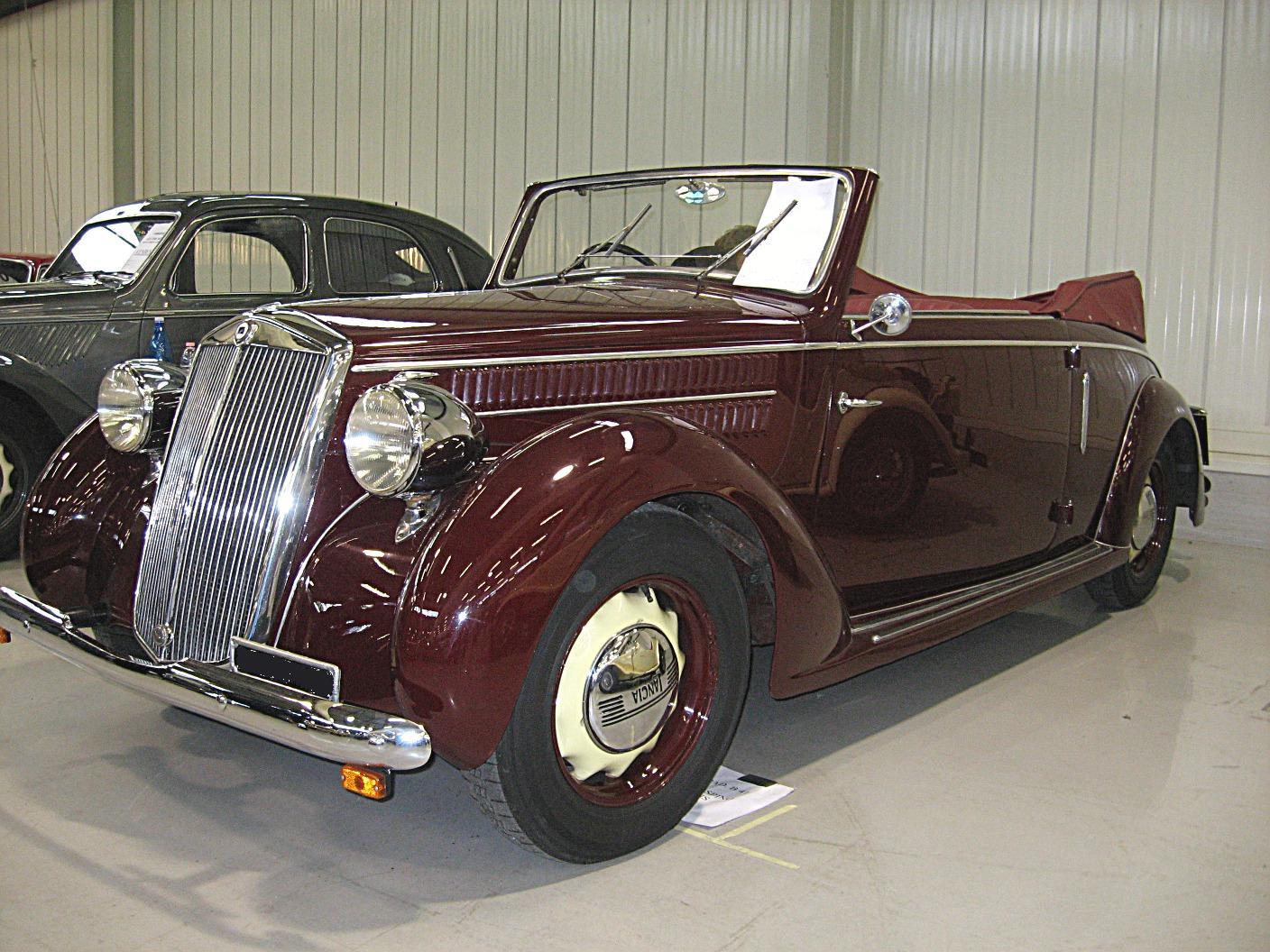
Lancia Ardea Cabriolet.
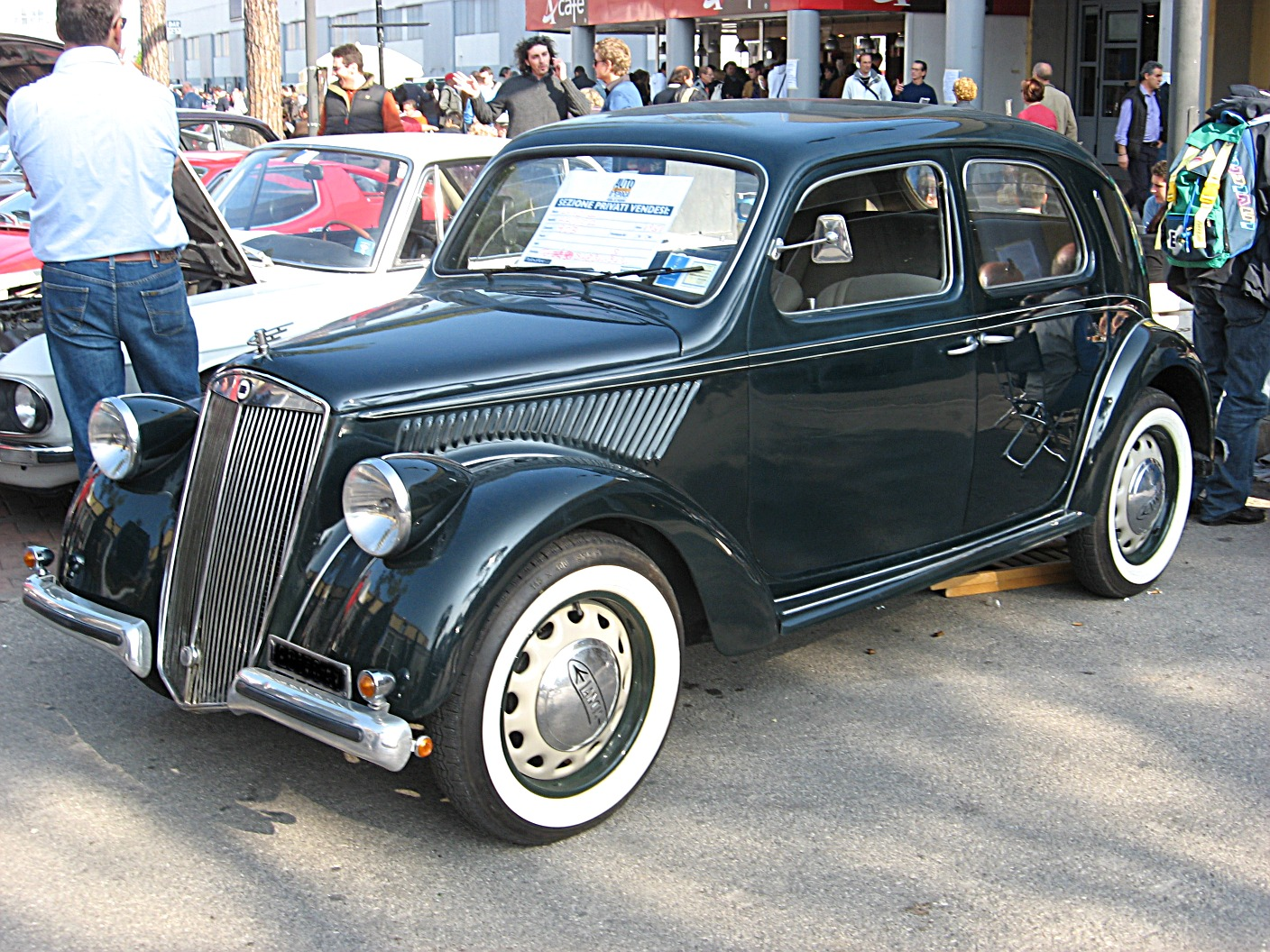
Lancia Ardea sèrie 4.